# Joseph C. Boyd

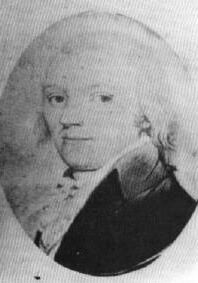
Joseph C. Boyd

Joseph Coffin Boyd (* 23. Juli 1760 in Newbury, Province of Massachusetts Bay; † 12. Mai 1823 in Portland, Maine) war ein US-amerikanischer Soldat und Politiker, außerdem von 1820 bis 1822 der erste Maine State Treasurer.

## Leben
Joseph Coffin Boyd wurde als Sohn von James Boyd und Susannah Coffin geboren. Er hatte neun Geschwister. Sein Vater war der Sohn von Robert Boyd, vierter Sohn des 1st Earl of Kilmarnock.
Boyd gehörte um die Jahrhundertwende den Portland Federal Volunteers an, einer Einheit der Miliz, die den Präsidenten John Adams unterstützte. Die Einheit wurde von der Bevölkerung Portlands unterstützt.
Er verbrachte zwei Jahre als Geschäftsmann im Frankreich, dann kehrte er nach Portland zurück. Dort wurde er Schreiber des Zivilgerichtes, Notar und ein Abgeordneter des Portland-Zollhauses. Im Britisch-Amerikanischen Krieg von 1812 war Boyd Zahlmeister für den Distrikt Maine von 1813 bis 1815. Er ersetzte sogar die Summe von $1,374.35, die Captain Westcott für seine Soldaten ausgehändigt worden war. Diesem war das Geld durch einen „unvermeidlichen Unfall“ abhandengekommen. Da Boyd wusste, wie dringend es benötigt wurde, erstattete er die Summe aus eigenen Geldern. Ohne Beleg konnte ihm das Geld jedoch nicht zurückerstattet werden.
Boyd war der erste State Treasurer von Maine. Seine Amtszeit begann im Jahr 1820, als Maine der Union beitrat, und er starb im Jahr 1823 im Amt an Typhus in Portland.
Joseph C. Boyd heiratete im Jahr 1796 Isabella Southgate (1779–1821). Sie hatten vierzehn Kinder. Sein Grab befindet sich auf dem Eastern Cemetery in Portland.